# Teoria queer
|  | «Teoria de gènere» redirigeix aquí. Vegeu-ne altres significats a «Teoria feminista». |

La teoria queer (de l'anglès queer: 'estrany' o 'bord', utilitzat durant molt de temps com a eufemisme, disfemisme o insult per a referir-se als homosexuals) és una teoria sobre el gènere que afirma que l'orientació sexual i la identitat sexual o de gènere de les persones són el resultat d'una construcció social i que, per tant, no existeixen rols sexuals essencials o biològicament inscrits en la naturalesa humana, sinó formes socialment variables de desenvolupar un o diversos rols sexuals.

## Normalitat i anomalia
Segons això, la teoria queer (TQ) rebutja la classificació dels individus en categories universals com "homosexual", "heterosexual", "home" o "dona", ja que contenen una quantitat enorme de variacions culturals, cap de les quals seria més fonamental o natural que les altres. Contra el concepte clàssic de gènere, que distingia allò "normal" (en anglès, straight) d'allò "anòmal" (queer), la teoria queer afirma que totes les identitats socials són igualment anòmales.

## Contra les classificacions tradicionals
La teoria queer critica les classificacions socials de la psicologia, la filosofia i la sociologia tradicionals, basades habitualment en l'ús d'un únic patró de segmentació —sigui la classe social, el sexe, l'ètnia o qualsevol altra— i sosté que les identitats socials s'elaboren de manera més complexa com a resultat de la intersecció de múltiples grups, corrents i criteris (Papalia, 2001).

## Història

### Antecedents

#### Magnus Hirschfeld
Un precursor dels conceptes de la TQ va ser el metge alemany Magnus Hirschfeld, els treballs del qual, a començaments del segle xx, van ser dedicats a aclarir la dicotomia entre homo i heterosexualitat des d'una perspectiva biològica; a partir del 1908, va publicar la revista "Zeitschrift für Sexualwissenschaft", en què va estudiar les diferents articulacions dels rols sexuals en la societat de l'època.
Els orígens del moviment queer són, per altra banda, diversos. El moviment de gais i lesbianes, que podrien considerar-se els més propers als queers, no ha proporcionat ni els antecedents teòrics ni el model d'un compromís polític. És, potser, més correcte afirmar que el moviment queer ve de la teoria queer, i que és hereva del feminisme.

#### Margaret Mead
Des de l'antropologia, estudis com el cèlebre assaig de Margaret Mead Sex and Temperament in Three Primitive Societies (Sexe i temperament en tres societats primitives), en el qual la divisió sexual de la feina i les estructures de parentiu s'analitzen per explicar els diversos rols de gènere de les ètnies arapesh, mundugumor i tchambouli, ajuden a proporcionar material empíric que qüestiona la rígida diferenciació entre caràcters "femenins" i "masculins", documentant cultures en què homes i dones compartien per igual pràctiques considerades exclusivament virils a Occident (com la guerra), i encara d'altres en què la distribució de les feines domèstiques i dels hàbits sumptuaris era exactament inversa a les occidentals. Les seves descripcions dels mascles tchambouli, exclosos de les feines pràctiques i administratives, i als qui es reservaven els hàbits del maquillatge i la decoració personal, van ser rebuts amb escàndol per la societat de l'època, igual que la desmitificació de la puresa femenina amb estudis de les pràctiques sexuals infantils i adolescents de les arapesh.

#### Postestructuralisme
En canvi, el principal impuls per a la TQ vindria dels estudis filosòfics i literaris, mitjançant el grup d'autors associats a l'anomenat moviment post-estructuralista. La noció del descentrament del subjecte -és a dir, la idea que les facultats intel·lectuals i espirituals de l'ésser humà no són part de la seva herència biològica, encara que es formin en condicions biològiques, sinó el resultat d'una multiplicitat de processos de socialització, mitjançant els quals es constitueixen de manera summament diferenciada les nocions del jo, del món i les capacitats intel·lectuals per a operar abstractament amb aquest- va proporcionar l'impuls per a estudiar no sols els rols socials d'home o dona, sinó també el reconeixement que els individus tenen de la seva condició masculina o femenina mateixa com a productes historicosocials.
La influència més gran en aquest sentit va ser la monumental Història de la sexualitat, que Michel Foucault va deixar incompleta en el moment de morir, en la qual es tractaven críticament hipòtesis molt esteses al voltant dels impulsos sexuals, com la distinció entre la suposada llibertat concedida al desig en l'estat de naturalesa i la repressió sexual exercida en les civilitzacions avançades.
Per la seva part, els estudis literaris -en especial, els de Roland Barthes, Jacques Derrida, Julia Kristeva i els seus seguidors- van explorar extensament les formes en què una determinada distribució de tasques, atributs i rols entre els sexes es difon amb texts que simulen proporcionar-ne només una descripció de facto; la distinció que dona nom a la teoria, per exemple, oposa tàcitament una forma "normal" de sexualitat -la parella heterosexual estable- a d'altres considerades anormals, suggerint que aquestes darreres són inadequades o perjudicials.
La filòsofa feminista Judith Butler, a través del seu llibre Gender Trouble (1990), és una de les primeres autores que desenvolupa la teoria queer. Ella parteix del concepte de “universalització de la identitat”, el qual, des de la visió heteropatriarcal, imposa una idea fictícia i opressiva d'allò que entenem per “ser home” i “ser dona”, i que com a conseqüència rebutja totes les altres formes alternatives de desenvolupar la pròpia identitat que es desvien de l'opció binaria. Per altra banda, dins d'aquest llibre, Butler també reflexiona sobre la necessitat de no categoritzar les experiències i vivències femenines i masculines; és a dir, que individus transsexuals, els quals no es categoritzen en cap dels dos gèneres, puguin identificar-se amb la feminitat o la masculinitat segons les vivències que experimentin. 

### Evolució fins al fenomenqueer: feminisme, lesbianisme
Una altra diferència entre els moviments queer i el moviment LGBT (lesbianes, gais, bisexuals i transsexuals) és que el primer no ha tingut precedent en el segle xix. Era, doncs, necessari per als militants gais i lesbianes escollir un model per al seu nou moviment. Per una part, l'èxit dels moviments dels negres americans els ha resultat atractiu. Per una altra, malgrat que els queers són, en general, més propers als gais i lesbianes que a les feministes, moltes de les seves arrels ideològiques es troben també en el feminisme estatunidenc dels anys 80. Abans d'aquesta data, el feminisme, com altres moviments similars, esperava que el progrés social es produiria per un canvi de legislació.
Els arguments per a l'aprovació de legislacions progressistes s'han fonamentat sempre en la comparació entre el grup minoritari en qüestió i el ciutadà universal, és a dir, l'home ric i blanc. Per motius diversos, alguns moviments han començat, des dels anys 70, a oposar-se a aquesta imatge de ciutadà universal, i a valorar la seva pròpia capacitat d'actuació o realització. Aquesta tendència, marcadament postmodernista, ha accelerat la ruptura entre l'home i la dona, i ha essencialitzat el que s'ha acabat constituint en feminisme. Apareix, sobretot, en el The Feminine Mystique, de Betty Friedan, creadora de NOW (National Organization for Women, Organització Nacional per a Dones), que ha estat, malgrat tot, acusada d'ignorar totes les dones que no eren blanques o de classe alta.
Aquesta onada de feminisme se situava, doncs, en la noció de diferència, tant la diferència entre homes i dones com la conceptualització del subjecte i de l'objecte de diversos fenòmens socials (el discurs, l'art, el matrimoni, etc.). De tota manera, aquest moviment radical de la segona onada del feminisme ha estat alterat per dos fenòmens ideològics, ambdós relacionats amb qüestions de sexualitat i gènere. El primer va ser la guerra de sexes (Sex Wars), que va dividir les teòriques i militants sobre el paper de la pornografia en l'opressió cap a les dones.
L'altra fissura fa referència a la presència de lesbianes en els grups feministes i es coneix com a Lavender Menace, nom d'un grup informal de feministes lesbianes creat per protestar per l'exclusió de lesbianes i reivindicacions lesbianes del moviment en el Segon Congrés per a la Unitat de les Dones, realitzat el maig del 1970 a Nova York.
De la mateixa manera que els enemics del feminisme utilitzaven (i utilitzen) amb freqüència l'argumentació-acusació, evidentment homofòbica, de lesbianisme (pràctica coneguda en anglès com lesbian baiting), una gran part de les militants mostraven la seva pròpia homofòbia i es negaven a acceptar que algunes n'eren lesbianes.
Les lesbianes de la Lavender Menace manifestaven que elles eren més feministes gràcies al seu allunyament dels homes, mentre que les feministes heterosexuals adduïen que els rols masculí/femení (butch/femme) de les parelles lesbianes només eren còpies del matrimoni heterosexual. Així doncs, l'homofòbia atribuïda a la segona onada, la seva atenció a les pràctiques sexuals, i sobretot la divisió que va produir tot allò, va conduir al naixement de la TQ a començaments dels anys 90.